# Keane (film)
Keane is een Amerikaanse dramafilm uit 2004 onder regie van Lodge Kerrigan, die het verhaal zelf schreef. De productie won zowel de Critics Award als de juryprijs van het Franse Deauville Film Festival. De film werd in 32 dagen opgenomen met een budget van ongeveer $850.000,-
Hoewel Keane in 2004 haar wereldpremière beleefde op het Amerikaanse Telluride Film Festival, duurde het tot 14 augustus 2008 voor hij voor het eerst in Nederland werd vertoond.

## Verhaal
William Keane (Damian Lewis) is wanhopig op zoek naar zijn dochtertje Sophie, die verdween toen hij een paar maanden terug met haar op een treinstation was. Hij vermoedt dat ze is ontvoerd, omdat hij haar niet meer dan een paar minuten uit het oog verloor toen ze spoorloos raakte. Keane loopt nu met een foto van haar rond op het station om daar personeel en reizigers aan te klampen in de hoop dat iemand Sophie herkent en wat weet.
Niet iedereen die Keane aanklampt, is even behulpzaam, wat niet in de laatste plaats komt doordat hij zich wereldvreemd en opgefokt gedraagt. Keane lijdt aan schizofrenie en heeft daarnaast een drang naar drank en drugs. Zijn ex-vrouw is twee jaar geleden van hem gescheiden en nu zoekt hij zonder vaste woon- of verblijfplaats weinig succesvol naar werk. Voor zijn geld is hij afhankelijk van een arbeidsongeschiktheidsuitkering.
Als Keane na een dikke week vruchteloos zoeken weer eens terugkeert naar zijn hotel, hoort hij de manager praten met Lynn Bedik (Amy Ryan), die in de kamer naast Keane verblijft met haar dochtertje Kira (Abigail Breslin). Ze is de hotelmanager nog geld schuldig, dat ze niet heeft. Wanneer ze terugkeert op haar en Kira's kamer, klopt Keane aan. Hij vertelt bekend te zijn met hun situatie en stopt Bedik wat geld toe om haar rekeningen te kunnen betalen. Aarzelend neemt deze het aan en nodigt hem de volgende dag uit om met hen te komen eten, als bedankje. Hoe meer Keane vervolgens met Bedik en vooral met haar dochtertje omgaat, hoe meer hij de laatste begint te vereenzelvigen met zijn eigen dochtertje Sophie. Wanneer Bedik op zeker moment aankondigt dat Kira's vader eindelijk woonruimte heeft gevonden voor hen en dat zij en Kira de volgende dag naar hem toe zullen gaan, raakt Keane in paniek, omdat hij bang is Kira nooit meer te zullen zien.